# Quirino Ruggeri
Quirino Ruggeri (Albacina di Fabriano, 24 marzo 1883 – Roma, 12 giugno 1955) è stato uno scultore italiano.

## Biografia

### La giovinezza, l'America e la sartoria
Di umili origini emigra giovanissimo in America dove apprende il lavoro di caro, per poi ritornare in Italia poco dopo il 1910 e stabilirsi a Roma. Si afferma come sarto abile e all'avanguardia, suo è il celebre cappotto bianco/nero, tipo optical, di Marinetti. Inventa le maniche alla raclan e per la sua originalità lo scelgono molti artisti ed intellettuali del tempo.

### 1923-1955: Quirino Ruggeri e la scultura
Proprio grazie a queste sue conoscenze si avvicina alla scultura ed entra nello studio di Dazzi dove rimane fino al '22. Fu di questo primo periodo l'esordio alla I Biennale Romana.
Allontanatosi da Dazzi prende uno studio vicino a De Chirico e Virgilio Guidi entrando a far parte del gruppo dei "Valori Plastici" con cui espone alla Primavera fiorentina nel 1922. Furono poi di questo periodo le amicizie con Alberto Savinio, Mario Broglio e Filippo de Pisis.  
Dopo 2 anni passati nelle Marche, al suo ritorno a Roma, diventa un attivo frequentatore del celebre "Caffè Aragno" in compagnia di Cardarelli, Casella, Cagli, Longhi, Martini, Briganti e Mannucci (del quale diventerà suocero).